# Circonscription de Marrakech-Safi

Carte de la circonscription.

La circonscription de Marrakech-Safi est la circonscription législative marocaine de la région de Marrakech-Safi. Elle est l'une des douze circonscriptions législatives régionales créées après la réforme électorale de 2021. Elle est représentée dans la XIe législature par Meriem Lemssaki, Aziz Boujrida, Nadia Benzedfa, Hanane Aterkine, Sahar Abdouh, Aicha El Koute, Malika Akhechkhouch, Meriem Rmili, Sanae El Banine et Hanane Fatrass.

## Historique des élections

### Élections de 2021
| Parti           | Parti                                                       | Voix      | %      | Député(s) élus      |  |
| --------------- | ----------------------------------------------------------- | --------- | ------ | ------------------- |  |
|                 | Parti authenticité et modernité (PAM)                       | 272 895   | 23,77  | Nadia Benzedfa      |  |
| Hanane Aterkine | Parti authenticité et modernité (PAM)                       | 272 895   | 23,77  |                     |  |
|                 | Rassemblement national des indépendants                     | 253 511   | 22,08  | Meriem Rmili        |  |
|                 | Parti de l'Istiqlal (PI)                                    | 183 150   | 15,96  | Sahar Abdouh        |  |
|                 | Union constitutionnelle (UC)                                | 95 288    | 8,30   | Sanae El Banine     |  |
|                 | Union socialiste des forces populaires (USFP)               | 91 624    | 7,98   | Hanane Fatrass      |  |
|                 | Parti du progrès et du socialisme (PPS)                     | 76 269    | 6,64   | Malika Akhechkhouch |  |
|                 | Mouvement populaire (MP)                                    | 71 904    | 6,26   | Aziz Boujrida       |  |
|                 | Parti de la justice et du développement (PJD)               | 35 383    | 3,08   | Aicha El Koute      |  |
|                 | Mouvement démocratique et social (MDS)                      | 28 519    | 2,48   | Meriem Lemssaki     |  |
|                 | Alliance de la fédération de gauche (AGD)                   | 7 482     | 0,65   |                     |  |
|                 | Parti des Néo-Démocrates (PND)                              | 5 273     | 0,46   |                     |  |
|                 | Parti socialiste unifié (PSU)                               | 4 670     | 0,41   |                     |  |
|                 | Parti de l'Espoir (PE)                                      | 3 332     | 0,29   |                     |  |
|                 | Parti marocain libéral (PML)                                | 2 931     | 0,26   |                     |  |
|                 | Front des forces démocratiques (FFD)                        | 2 674     | 0,23   |                     |  |
|                 | Parti de l'environnement et du développement durable (PEDD) | 1 843     | 0,16   |                     |  |
|                 | Parti de la liberté et de la justice sociale (PLJS)         | 1 713     | 0,15   |                     |  |
|                 | Parti de l'unité et de la démocratie (PUD)                  | 1 626     | 0,14   |                     |  |
|                 | Parti du centre social (PCS)                                | 1 582     | 0,14   |                     |  |
|                 | Parti de l'équité (PRE)                                     | 1 515     | 0,13   |                     |  |
|                 | Parti de la renaissance (PAN)                               | 1 304     | 0,11   |                     |  |
|                 | Union marocaine pour la démocratie (UMD)                    | 849       | 0,07   |                     |  |
|                 | Parti démocratique de l'indépendance (PDI)                  | 752       | 0,07   |                     |  |
|                 | Parti vert marocain (PVM)                                   | 618       | 0,05   |                     |  |
|                 | Parti de la société démocratique (PSD)                      | 422       | 0,04   |                     |  |
|                 | Parti de la réforme et du développement (PRD)               | 410       | 0,04   |                     |  |
|                 | Parti travailliste (PT)                                     | 356       | 0,03   |                     |  |
|                 |                                                             |           |        |                     |  |
| Inscrits        | Inscrits                                                    | 1 988 730 | 100,00 |                     |  |
| Abstentions     | Abstentions                                                 | 840 835   | 42,28  |                     |  |
| Exprimés        | Exprimés                                                    | 1 147 895 | 57,72  |                     |  |